# Gérard Weber
Pour les articles homonymes, voir Weber.
Gérard Weber, né le 18 novembre 1948 à Orléansville (Algérie française) et mort le 18 novembre 2016 à Annonay (Ardèche), est un homme politique français. Il fut notamment député UMP de l'Ardèche et maire d'Annonay.

## Biographie
Masseur-kinésithérapeute de profession, Gérard Weber se lance en politique à la fin des années 1990 quand il se présente aux cantonales de 1998 dans le canton d'Annonay-Nord comme candidat divers droite mais il sera battu au premier tour en obtenant le score de 14,79 % et cela n’empêchera pas le basculement du canton vers la gauche.
A l'approche des municipales de mars 2001, la droite cherche un candidat pour Annonay après des années d'une lutte fratricide entre l'ancien maire RPR Claude Faure et le conseiller régional UDF Dominique Chambon. Gérard Weber est investi par le RPR mais il devra faire face à une liste UDF conduite par Chambon et au maire sortant PS Jean-Claude Tournayre. Au soir du premier tour, la liste Weber arrive nettement en tête avec 40,05 % des voix suivi de Tournayre avec 35,98 et 23,95 % pour la liste centriste. Dominique Chambon se retire et Gérard Weber remporte le second tour avec 58,55 % des suffrages contre 41,45 % pour Jean-Claude Tournayre.
A la tête de ville d'Annonay les réalisations de sa municipalité furent la voie de Deûme, la rue de Tournon, la rue Boissy-d’Anglas et le jumelage avec la commune italienne de Barge. Il devient aussi en avril 2001, président de la Communauté de Communes du Bassin d'Annonay et il conservera ce mandat jusqu'en avril 2008.
L'année suivante, Weber est investi par l'UMP pour les législatives en duo avec le jeune maire adjoint de Guilherand-Granges, Mathieu Darnaud, avec comme objectif reprendre la 2e circonscription de l'Ardèche perdu en 1997 face à l'ancien ministre Jacques Dondoux. Soutenu par le sénateur Henri Torre dans cette campagne électorale qui sera marquée par le décès de Dondoux et son remplacement par Catherine Rolin, Gérard Weber sera élu député de la 2e circonscription de l'Ardèche le 16 juin 2002 avec 53,84 % contre 46,16 % à la candidate socialiste.
Comme député, il s'investit sur la ruralité, le désenclavement et aide au maintien de la maternité de l'hôpital local de Saint-Agrève mais il doit vite faire face à la grogne de plusieurs élus de sa famille politique. Comme maire, il mène une politique de désendettement avec une augmentation de 20 % des impôts qui permet à la ville d'Annonay de retrouver une situation financière plus saine après une gestion jugé calamiteuse par la précédente municipalité.
Souhaitant briguer un second mandat de député, il se voit refuser l'investiture par les militants UMP en août 2006 mais il sera investi par Paris. Donné gagnant par les RG, Gérard Weber doit faire face à plusieurs candidatures à droite avec Jacques Dubay et Dominique Chambon. Bien qu’arrivé en tête au premier tour avec environ 29 % des voix, Gérard Weber sera battu au second tour en obtenant 46,29 % contre 53,71 % des suffrages pour le PS Olivier Dussopt, alors que les voix de droite étaient de 55 % au premier tour et qu'il est lourdement sanctionné sur Annonay avec le score de 35,63 %.
Il décide de ne pas se représenter lors des municipales de 2008 à Annonay qui verra la victoire historique d'Olivier Dussopt avec 68,9 %. À la suite de cela Gérard Weber se retire de la vie politique.
Il décède des suites d'un cancer du pancréas le 18 novembre 2016 à Annonay.

## Mandats
- du 18 mars 2001 au 16 mars 2008 : maire d'Annonay (Ardèche). Il ne se représente pas à la mairie d'Annonay en 2008.
- du 18 juin 2002 au 17 juin 2007 : député de la 2e circonscription de l'Ardèche.